# 沙赫德285
沙赫德285 (波斯語：‎)是一款由伊朗研製的輕型偵查/攻擊直升機。它於2009年5月24日亮相。
沙赫德285有兩個版本：輕型偵查/攻擊直升機版本和海上巡邏/反艦版本。

## 發展
沙赫德285是一款基於貝爾206直升機和沙赫德278的輕型直升機，相較於同以貝爾206直升機的OH-58，沙赫德285的機身更狹窄並且是單駕，但保留了尾部和動力裝置/旋翼結構。沙赫德285雖然是由IRGC研發，但是由HESA製造。

## 型號
- AH-85A:陸軍版本，配備14枚2.75in(70mm)火箭彈和PKMT輕型機槍，安裝在可旋轉砲塔或固定支架上，或安裝在機身下方吊艙中的NSV重機槍。它還在其頂部使用了EO/IR攝像頭。
- AH-85C:海軍版本，沒有配備機關槍，而是在其下巴上安裝了搜索和跟踪雷達，以查找和跟踪敵艦。它的搜索能力估計在30–40 km (19–25 mi)。它使用兩枚Kowsar或八枚Sadid-1（英语：Sadid-1）反艦導彈。

## 外部連結
（页面存档备份，存于）